# Uddagöl
Uddagöl är en sjö i Tingsryds kommun i Småland och ingår i Nättrabyåns huvudavrinningsområde.